# Publicação predatória
Publicação predatória é um modelo de negócios fraudulento que prioriza os interesses próprios ao invés dos aspectos acadêmico e científico. Ela envolve a cobrança de taxas de publicação sem verificar a qualidade e legitimidade dos artigos e sem fornecer serviços editoriais e de publicação que periódicos acadêmicos legítimos fornecem, sejam de acesso aberto ou não. Editoras predatórias recebem esta denominação porque elas enganam acadêmicos a publicar em suas revistas, por meio de mensagens de SPAM, informações falsas sobre a qualidade editorial, e ocultação de informações sobre taxas e políticas de publicação. Os artigos publicados em revistas predatórias recebem pouca atenção e credibilidade: de acordo com um estudo, 60% dos artigos publicados em periódicos predatórios não recebem citações durante o período de cinco anos após a publicação.

## História

### A lista de Beall
O termo "publicação predatória" foi cunhado por Jeffrey Beall, um bibliotecário e professor da Universdidade do Colorado em Denver. Beall publicou uma lista online de editoras e periódicos predatórios, atualizada regularmente até janeiro de 2017. Sua lista foi alvo de críticas, como por exemplo a presença de falsos positivos e critérios supostamente discriminatórios contra periódicos de países subdesenvolvidos. O bibliotecário também recebeu ameaças de processos legais por editoras incluídas em sua lista. A lista de Beall foi desativada em 2017. Após o fim da listagem, surgiram outros esforços para identificar publicações predatórias, como a lista de Cabell, além de recursos baseados no trabalho original de Beall.

### Outros antecedentes
Além da lista de Beall, também há vários outros antecedentes de acadêmicos que perceberam práticas fraudulentas de alguns editores. Em março de 2008, Gunther Eysenbach, editor de um periódico de acesso aberto, chamou a atenção para editoras e periódicos de acesso aberto problemáticas, que recorriam ao spam excessivo, criticando em particular Bentham Science Publishers, Dove Medical Press e Libertas Academica. Em julho de 2008, a série de entrevistas de Richard Poynder expôs as práticas de novos editores que eram "mais capazes de explorar as oportunidades do novo ambiente".[carece de fontes?] Em 2009, o blog Improvable Research descobriu que os periódicos da Scientific Research Publishing duplicavam artigos já publicados em outros lugares, um caso que caso foi posteriormente relatado na Nature. Em 2010, Phil Davis, um estudante de pós-graduação da Universidade de Cornell e editor do blog Scholarly Kitchen, apresentou um manuscrito consistindo de nonsense gerado por computador que foi aceito mediante pagamento de uma taxa (mas retirado pelo autor).
Preocupações com as práticas de spam levaram as principais editoras de acesso aberto a criarem a Open Access Scholarly Publishers Association em 2008.

## Experimentos notáveis

### Quem tem medo de revisão por pares?
Em 2013, John Bohannon, um escritor para a revista Science e de outros meios de divulgação científica, testou o sistema de acesso aberto por meio da submissão de um artigo profundamente falho a vários desses periódicos. Cerca de 60% desses periódicos, incluindo periódicos da Elsevier, Sage, Wolters Kluwer (através de sua subsidiária Medknow) e várias universidades, aceitaram o falso artigo médico. PLOS ONE e Hindawi rejeitaram. Seu trabalho foi publicado como uma reportagem intitulada "Who' afraid of peer review?" (em tradução livre para o português: quem tem medo de revisão por pares?).

### Dra. Fraude
Em 2015, quatro pesquisadores criaram uma personagem fictícia chamada Anna O. Szust (Oszust significa "fraudador" em polonês). Os cientistas enviaram candidaturas para a posição de editora em 360 periódicos acadêmicos. As qualificações de Szust eram desanimadoras para o papel de editor: ela nunca havia publicado um único artigo e não tinha experiência editorial. Os livros e capítulos de livros listados em seu currículo foram inventados, assim como as editoras que publicaram os livros.
Um terço dos periódicos selecionados foram amostrados da lista de Beall. Quarenta deles aceitaram Szust como editora sem qualquer verificação de antecedentes, muitas vezes em dias ou mesmo horas. Em comparação, ela recebeu pouca ou nenhuma resposta positiva dos periódicos de "controle" que "devem atender a certos padrões de qualidade, incluindo práticas éticas de publicação". Dentre os periódicos do Directory of Open Access Journals (DOAJ), 8 de 120 aceitaram Szust. Em 2016, o DOAJ removeu alguns periódicos afetados. Nenhum dos 120 periódicos da amostra listados no Journal Citation Reports (JCR) ofereceu a posição a Szust.
Os resultados do experimento foram publicados na Nature em março de 2017.

## Características
Algumas características associadas à publicação predatória incluem:
- Aceitar artigos rapidamente com pouca ou nenhuma revisão por pares ou controle de qualidade, incluindo artigos falsos.[12]
- Notificar os acadêmicos sobre as taxas dos artigos somente após a aceitação dos artigos.
- Realizar campanhar agressiva para que acadêmicos enviem artigos ou participem de conselhos editoriais.[2]
- Listar acadêmicos como membros de conselhos editoriais sem sua permissão,[16][17] e não permitir que acadêmicos se demitam dos conselhos editoriais.[16][18]
- Nomear acadêmicos falsos para conselhos editoriais.[19][15]
- Imitar o nome ou o estilo do site de periódicos mais estabelecidos.[18]
- Fazer afirmações enganosas sobre a operação de publicação, como um local falso.[16]
- Usar ISSNs[16] indevidamente.
- Citar fatores de impacto falsos[20][21] ou inexistentes.
- Autopromoção e linguagem bajuladora.